# Királyok völgye 34

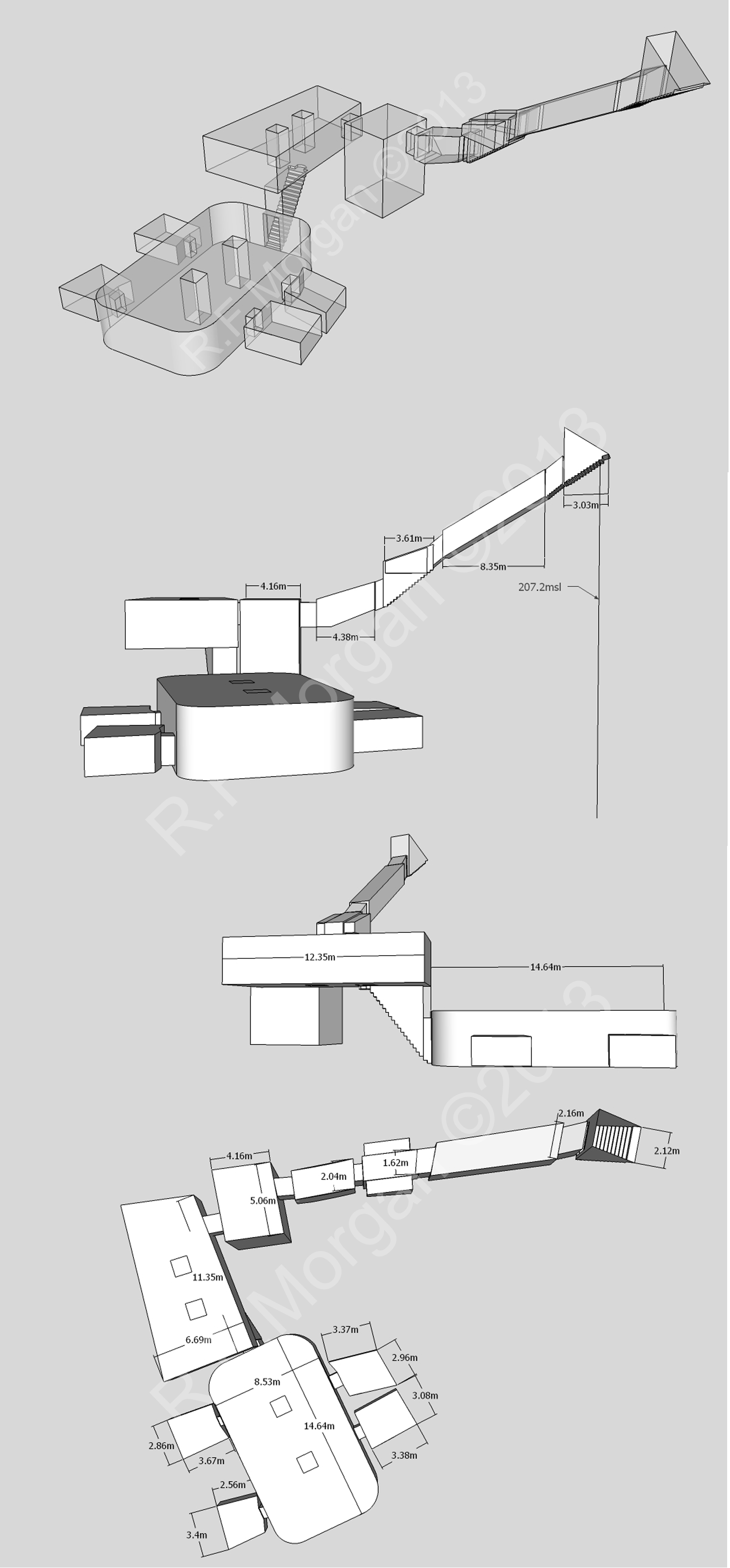
A sír izometrikus képe, alaprajza és oldalnézeti metszete egy 3D-modell alapján

A Királyok völgye 34 (KV34) egy egyiptomi sír a Királyok völgye keleti völgyében, a legdélebbi vádi egyik hasadékában. A XVIII. dinasztia egyik legnagyobb fáraója, III. Thotmesz sírja; az egyik első sír, ami a Királyok völgyében épült. A sír sok szempontból újításnak minősülő építészeti és dekorációs elemeket tartalmaz. Victor Loret egyik munkása, Hoszni felügyelő fedezte fel 1898-ban.

## Leírása
A sír bejárata kb. 30 méterrel a földfelszín felett helyezkedik el, lépcsőn közelíthető meg. A sziklafalon látható a síron dolgozó munkások pár graffitije. A sír hajlított tengelyű, hossza 76,11 m, teljes területe 310,92 m². Meredek lejtős folyosó vezet le a sírba, ez egy folyosóban folytatódik, majd egy kamra következik, melynek közepén újabb lépcső halad lefelé. Ezt újabb lejtős folyosó követi. Egy kamra következik, melynek aljába mély rituális aknát vájtak – a síroknak ez a később elterjedtté váló eleme itt jelenik meg először –, ezután a sír tengelye 72,64°-ban elfordul, és egy trapéz alakú, kétoszlopos kamra következik. Ebből érhető el egy lefelé vezető lépcsőn keresztül a sírkamra, mely szokatlan módon kártus alaprajzú. Ebből kétoldalt két-két oldalkamra nyílik. A sírkamrában is két oszlop található, ezek mögött áll a kártus formájú kvarcit szarkofág, melyben egykor a fáraó feküdt.
Alaprajzához hasonlóan a sír díszítése is sok szempontból újítónak vagy egyedinek minősül. A kamrák most először vakolatot és festett dekorációt kaptak. Mindhárom kamra (az aknakamra, az ezt követő kétoszlopos előkamra, valamint a sírkamra) csillagos mennyezetet és dekoratív frízt kapott, az előkamrában az Amduat könyvében szereplő 741 istenség listája szerepel, mely más sírokban nem fordul elő. A sírkamra falának alapszíne régi papiruszt idéz, rajta három regiszterben az Amduat könyvének teljes szövege szerepel, ez ennek a szövegnek a legrégibb ismert változata. A kurzív írásmód és az istenek pálcikaember-jellegű ábrázolása is papiruszra írt szöveg képét idézi. A sírkamra négy oszlopa is díszített, hét felületen a Ré litániája legkorábbi ismert változata látható, az Amduathoz hasonló stílusban; a nyolcadikon egyedi jelenet, melyben Ízisz istennő fa képében táplálja a fáraót (utalás lehet arra, hogy Thotmesz édesanyját is Ízisznek hívták). A fáraó mögött két főfelesége, Meritré-Hatsepszut és Szatiah, egy mellékfelesége, Nebtu, valamint egy leánya, Nofertari állnak.
A sírkamra dekorációja valószínűleg csak már az uralkodó halála után, a temetkezés előtt készült el, meglehetősen gyorsan. A temetéshez az egyes helyiségek közti kapukat meg kellett nagyobbítani, hogy a nagyobb tárgyak is beférjenek. A temetkezési kellékekből kevés maradt fenn; pár szobrocska, modellhajók darabjai, cserepek, pávián- és bikacsontok kerültek elő, emellett alapítási lerakatokat is találtak a sír környékén.
A sírt már az ókorban kifosztották. Lehetséges, hogy ezután egy időben arra használták, hogy az újbirodalom vége felé vagy később a sírjaikból eltávolított múmiákat itt helyezzék el – hasonlóan II. Amenhotep sírjához, a Királyok völgye 35-höz. Erre utal, hogy a sírkamra két baloldali mellékkamrájából eltávolították a temetkezéskor odahelyezett tárgyakat. Magának III. Thotmesznek a múmiáját, melyben a sírrablók kárt tettek, a harmadik átmeneti korban sok más múmiával együtt átköltöztették az ún. Dejr el-Bahari-i rejtekhelyre, ahol 1881-ben találták meg, ma a kairói Egyiptomi Múzeumban található. A sírkamra egyik mellékkamrájába később két múmiát temettek, talán a későkorban vagy a ptolemaida kor elején. A XXVI. dinasztia idején egy Hapimen nevű hivatalnok III. Thotmesz koporsójának szinte pontos mását készíttette el a maga számára; talán őhozzá került a király eltűnt kanópuszládája.
A sír pontos helye ezután feledésbe merült, 1898-ban Victor Loret ásatásán találták meg a munkásai, Loret távollétében. A sírt ezután Loret feltárta. A Régiségek Legfelsőbb Tanácsa üveglapokkal fedte le a sírkamra falainak díszítését, fa padlózattal látta el a sírt, és restaurálta a szarkofágot. Az 1994-es áradás során a víz behatolt a sírba, és felgyűlt az aknát ellepő feltáratlan törmelékben, ami hozzájárul a sír párásodásához; ennek enyhítésére a sírban ventilátorokat szereltek fel.

## Galéria

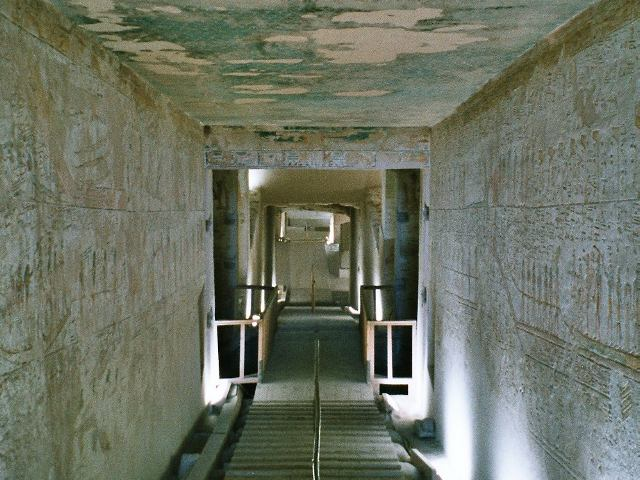
Bejárati folyosó
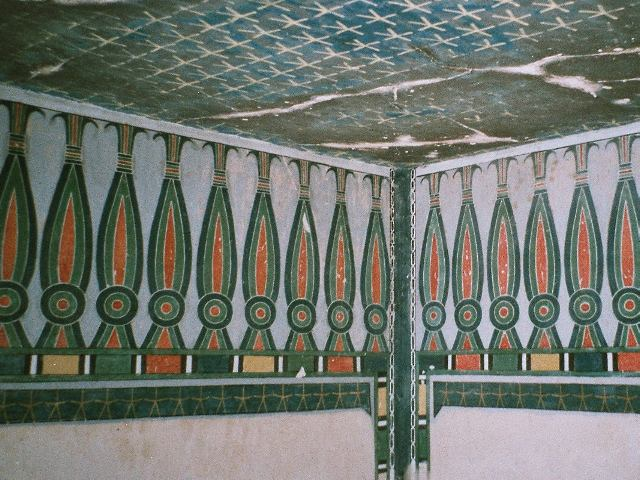
Heker-fríz
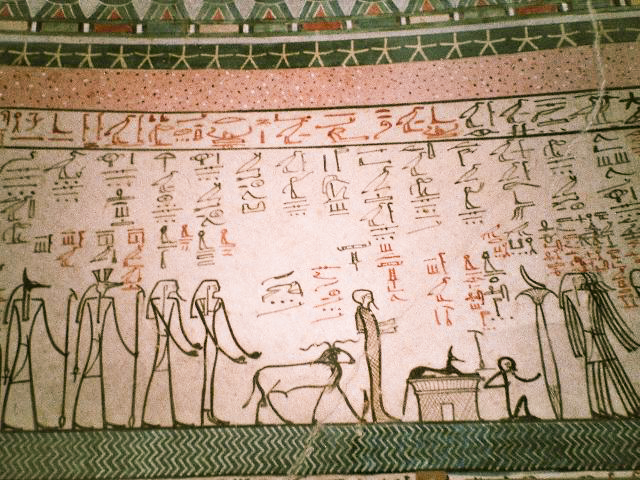
Jelenetek az Amduat könyvéből
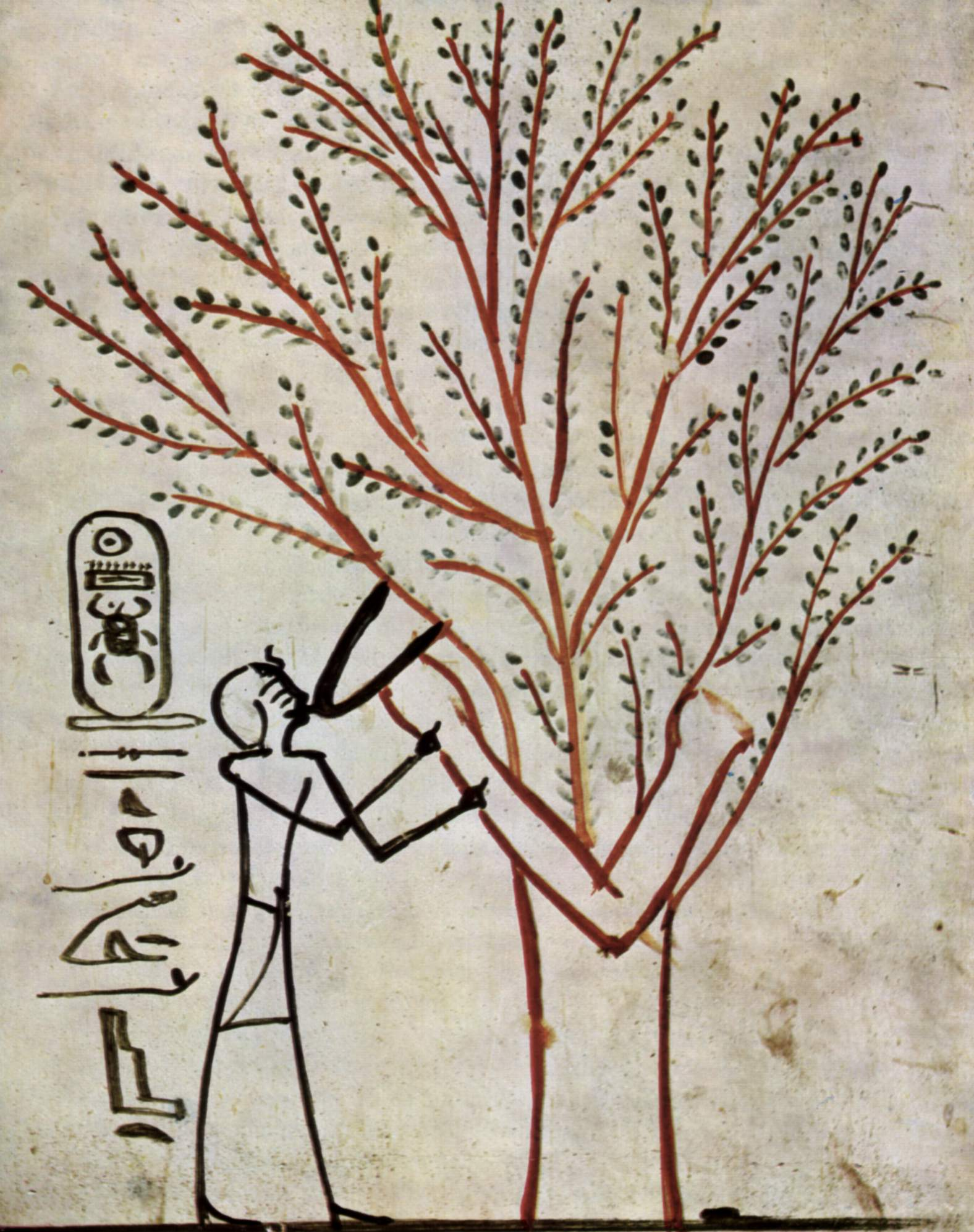
Ízisz fa alakjában és Thotmesz
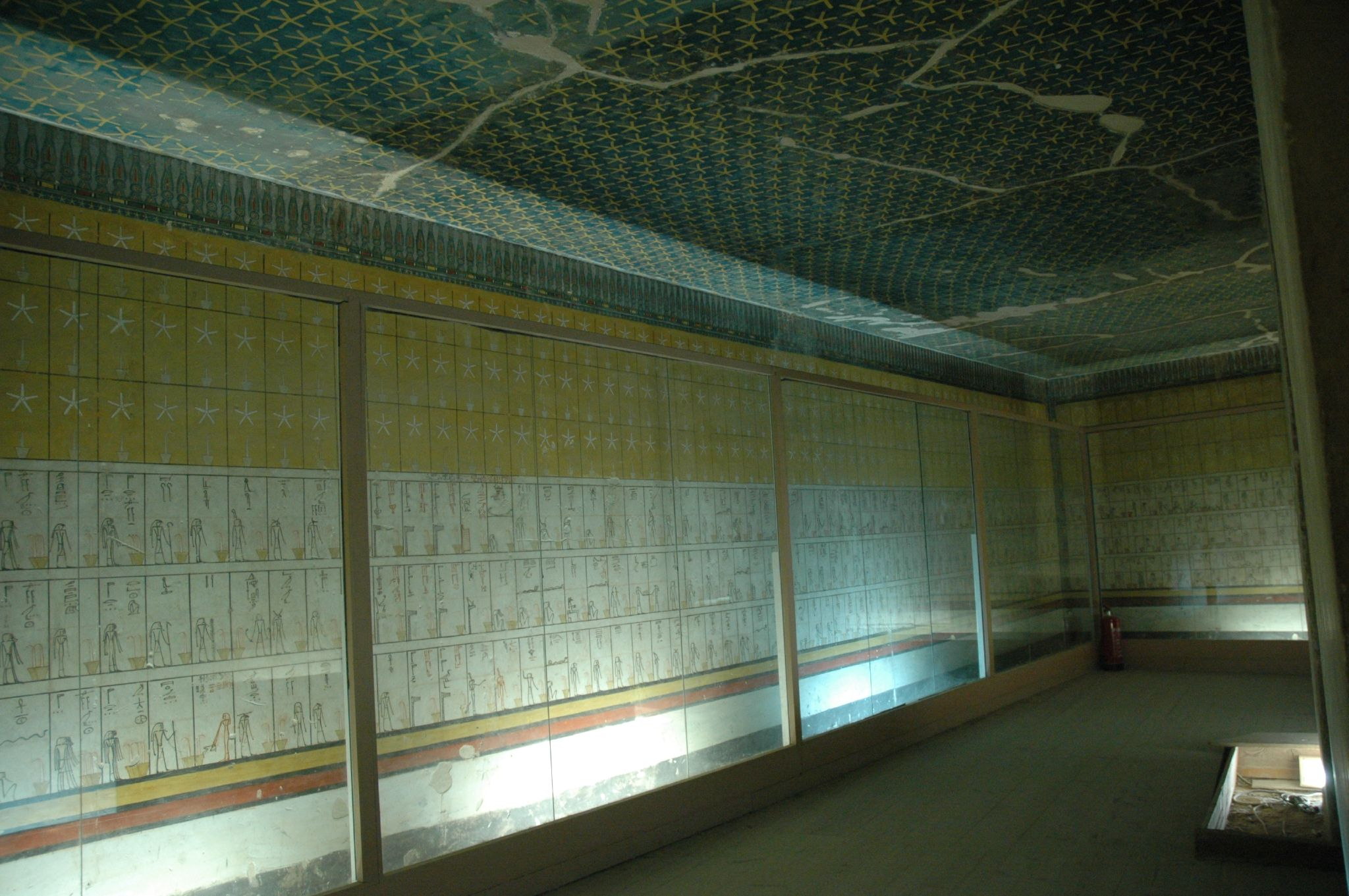
Az előkamra
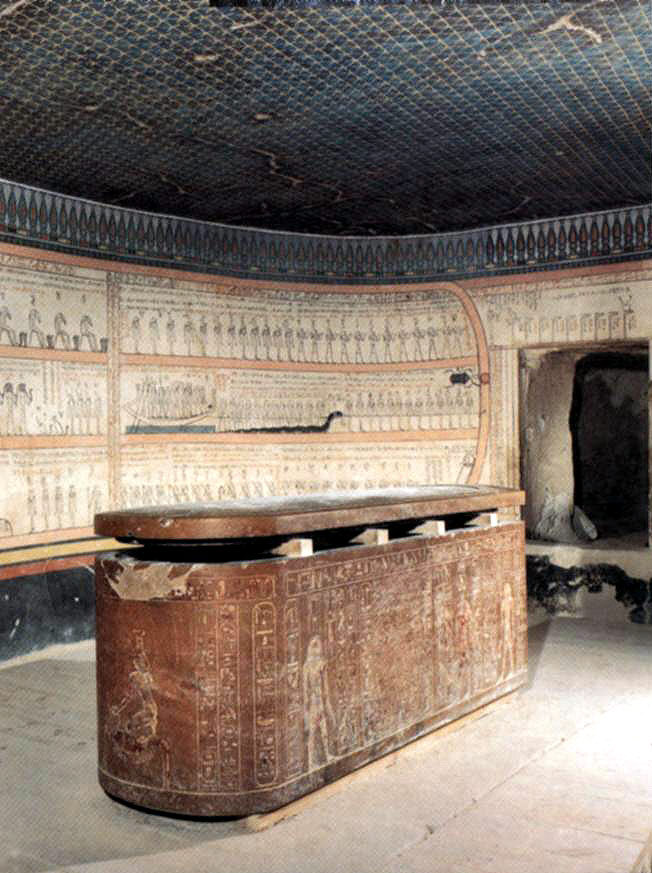
A sírkamra

## Külső hivatkozások
- Theban Mapping Project: KV34